# Andrej Košarišťan
Andrej Košarišťan (* 10. prosince 1993 Dolný Kubín) je slovenský lední hokejista hrající na postu brankáře.

## Život
S ledním hokejem začínal ve svém rodném městě, v tamním klubu MšHK Dolný Kubín. Před sezónou 2009/2021, ještě coby mládežník, přestoupil do celku MsHK Žilina, kde vydržel dva roky a před ročníkem 2011/2012 přestoupil do klubu HK Trnava. Za ně nastupoval jak za výběr do dvaceti let, tak rovněž odehrál dvě utkání za mužský tým. Po sezóně opětovně změnil tým a přestoupil do Banské Bystrice. Za ni znovu hrál jak za výběr do 20 let, tak za muže. V ročníku 2013/2014 navíc vypomáhal i v HC Detva. Během sezóny 2014/2015 nastupoval jak v barvách banskobystrického klubu, tak i celku z Detvy. Před následujícím ročníkem (2015/2016) přestoupil do Piešťan, ale na dvě utkání nastoupil i za banskobystrický výběr. Na sezónu 2016/2017 se do Banské Bystrice vrátil, ale v jejím průběhu přestoupil do HK Trnava. Na konci ročníku opětovně změnil působiště a přestoupil do celku z Liptovského Mikuláše. Před dalším ročníkem (2016/2017) znovu měnil zaměstnavatele, když přešel do výběru Nových Zámků. Současně se na tři utkání objevil i v brance slovenského národního týmu, a to v zápasech na Německém poháru. Ve své reprezentační premiéře proti Německu nedostal gól.
Ročník 2019/2020 strávil v košickém klubu a na dvě utkání se postavil do branky reprezentace své země. Po sezóně se vydal na své první zahraniční angažmá, když přestoupil do České republiky, a sice do celku kladenských Rytířů. S ním vyhrál Chance ligu, tedy druhou nejvyšší soutěž, a týmu vybojoval postup do nejvyšší soutěže. V Kladně ale nezůstal, neboť přestoupil do celku BK Mladá Boleslav. Sezónu v novém působišti ale nezačal a odešel na hostování do své vlasti, do klubu HC Košice. Po konci ročníku do něj navíc přestoupil, nicméně během ročníku vypomáhal rovněž Dukle Michalovce. Na sezónu 2023/2024 přestoupil do klubu Vlci Žilina, odkud v rámci střídavých startů odehrál dvě utkání rovněž za Nitru. Žilinskému celku se podařilo postoupit do nejvyšší slovenské soutěže a pro ročník 2024/2025 se Košarišťan stal opětovně brankářem tohoto týmu.